# Patrizia Marrocco
Patrizia Marrocco (Colonia, 21 marzo 1977) è una politica e produttrice televisiva italiana.

## Biografia

### Carriera televisiva
Nel 2000 inizia la sua formazione professionale nel campo della produzione televisiva che la porterà a diventare, nel 2003, Direttore di Produzione Teatrale per la società Janus International Srl. In collaborazione con Fascino Srl, per Janus International realizza diverse produzioni teatrali: “Il primo che mi capita”, “Odio il rosso”, “Bravi a letto”, “Ah Valentina vestita di nuovo” e “Che fine ha fatto Cenerentola?”. Dopo il palcoscenico, diventa produttore esecutivo di due fiction televisive, per la regia di Pierfrancesco Pingitore: “Domani è un'altra truffa” e “Con le unghie e con i denti”.
Nel 2006 diventa socio fondatore di Ares film Srl, una società di produzioni cinematografiche, televisive e teatrali. Per tre anni ricopre la carica di amministratore delegato della società, dirigente aziendale e produttore esecutivo. Nel 2017 presso la sala Fellini di Cinecittà Studios vince il “premio Antino” come miglior produttore dell’anno. 
Nel novembre 2023 premio per i diritti al Roman Glamour for Celebrities a Roma come promotrice e prima firmataria della legge sull'oblio oncologico.
Nel dicembre 2023 premio speciale World Cancer Day Roma attribuito dalle associazioni pazienti, quale prima firmataria e relatrice per la legge sull'oblio oncologico.
Nell’ottobre 2024 alla Cerimonia Pier Camillo Beccaria di Modena riceve dall’Associazione Angela Serra per la ricerca sul cancro il riconoscimento per l'impegno profuso per la legge sull'oblio oncologico

### Attività politica
Nel 2018 è eletta deputata con Forza Italia nella circoscrizione Lazio 2. 
Durante la XVIII legislatura ha ricoperto i seguenti incarichi: componente della VII commissione Cultura, della commissione bicamerale Infanzia e adolescenza, Commissione Affari Europei e componente della commissione bicamerale vigilanza Rai.
Nel 2022 è rieletta deputata con Forza Italia nella circoscrizione Lazio 2
Nella legislatura in corso ricopre i seguenti incarichi: componente della III commissione Affari esteri e comunitari, vicepresidente della commissione di inchiesta Salute e sicurezza nei luoghi di lavoro e componente della giunta Autorizzazioni a procedere.

## Vita privata
È stata sentimentalmente legata all'imprenditore Paolo Berlusconi. È sposata con Raffaele Panarese ed è mamma di Alessandro Joseph.

## Filmografia

### Televisione
- Furore il vento della speranza 2 (8 episodi - 2017)
- Il Bello delle donne… alcuni anni dopo (8 episodi - 2017)
- L’onore e il rispetto – Ultimo capitolo (8 episodi - 2017)
- Non è stato mio figlio (8 episodi - 2016)
- L’onore e il rispetto – parte quarta (8 episodi - 2015)
- Furore il vento della speranza (6 episodi - 2014)
- Rudy Valentino, la leggenda (4 episodi - 2014)
- Il peccato e la vergogna (8 episodi - 2014)
- Baciamo le mani (8 episodi - 2013)
- Pupetta il coraggio la passione (4 episodi - 2013)
- L’onore e il rispetto – parte terza (6 episodi - 2012)
- Sangue caldo (6 episodi - 2011)
- Viso d’angelo (4 episodi - 2011)
- Caldo Criminale (Tv-movie - 2010)
- Il peccato e la vergogna (8 episodi - 2010)
- Caterina e le sue figlie 3 (6 episodi - 2010)
- L’onore e il rispetto 2 (6 episodi - 2009)
- So che ritornerai (tv-movie - 2007)
- Il sangue e La Rosa (4 episodi - 2007)
- Mogli a pezzi (4 episodi - 2007)
- Io non dimentico (2 episodi - 2007)
- Io ti assolvo (tv-movie - 2006)
- Caterina e le sue figlie 2 (6 episodi - 2006)
- Donne sbagliate (4 episodi - 2006)
- Domani è un'altra truffa (Tv-movie - 2006)
- L’onore ed il rispetto (6 episodi - 2005/2006)
- Caterina e le sue figlie (6 episodi - 2004-2005)
- Con le unghie e con i denti (2 episodi - 2004)
- Il bello delle donne (12 episodi - 2003) per cui vince il Telegatto come miglior fiction dell’anno

## Teatro
Produzioni teatrali (2003 – 2006):
- Il primo che mi capita (regia A. Giuliani - teatro Parioli)
- Odio il rosso (regia A. Giuliani - teatro Parioli)
- Bravi a letto (regia A. Giuliani - teatro Parioli)
- Ah Valentina vestita di nuovo (regia C. Belsito - sala Umberto)
- Che fine ha fatto Cenerentola? (regia di Enrico Maria Lamanna - teatro Parioli + 92 repliche tournée in italia)